# Lê Mỹ Nhàn
Lê Mỹ Nhàn (giản thể: 黎美娴; phồn thể: 黎美嫻; bính âm: Lý Měixián; tên tiếng Anh: Kitty Lai Mei Han; sinh 19 tháng 10 năm 1966) là một diễn viên Hồng Kông, quê gốc ở Cao Minh, Phật Sơn, Quảng Đông
Hoạt động từ 1985 đến 2000

## Tiểu sử
Cô là học viên đài truyền hình TVB 1984 cùng với Đặng Tụy Vân và Trần Đình Oai. Cô quen với Lương Triều Vỹ được 9 tháng rồi chia tay cô kết hôn vào 2005

## Phim truyền hình

### TVB
- Tiết Nhơn Quý (1985)
- Hán sở tranh hùng (1985)
- Kế hoạch (1985)
- Bến cảng lớn HONGKONG (1985)
- Con ma vui vẻ (1985)
- Địch Thanh (1986)
- Truyền kỳ tiểu tử (1986)
- Cô gái đồ long (1986)
- Thư kiếm ân cừu lục (1987)
- Song hùng kỳ hiệp (1988)
- Nam quyền thái cực (1988)
- Liên thành quyết (1989)
- Phóng viên hào hùng (1989)
- Thiên biến (1989)
- Trở về đường sơn (1989)
- Thiên long kỳ hiệp (1990)
- Danh môn (1990)
- Hồ sơ tội phạm (1991)
- Đại địa phi ưng (1992)
- Khoảng trời bão táp (1998)
- Người nơi biên giới (1992)
- Giọt máu thiện ác (1992)
- Ánh nắng nửa đêm (1991)

### Đài Loan
- Trời bên ngoài lòng đất (1992)
- Đao kiếm vô tình (1999)

## Điện ảnh
- Người gieo (1993)
- Dấu mặt trời (1993)
- Edge năm (1996)
- Đến nhà bếp (1998)
- Dấu chân cũ (1999)